# Juan Rull
Juan Rull y Queraltó (Vilabella, 14 de noviembre de 1881 - Barcelona, 8 de agosto de 1908) también conocido como el cojo de Sants, fue un terrorista y confidente policial. Fue el primer ejecutado en la Cárcel Modelo de Barcelona.
Nace en una familia humilde de Barcelona, donde su padre era secretario del Ayuntamiento y llega a ser apartado del cargo por corrupción. El resto de la familia eran coorganizadores de los atentados de Juan.

## Vida
Entre 1901 y 1905 se dedica a frecuentar el Centro Obrero de Estudios Sociales y a colaborar con anarquistas, hasta que en septiembre de 1904 fue encarcelado bajo la acusación de haber colocado una bomba en los urinarios públicos de la Rambla de las Flores. Esta bomba estalló en realidad en el Palacio de Justicia a donde la llevó un guardia que la encontró.
Al salir de prisión tras año y medio se ofrece como confidente a la policía a cambio de dinero.
Entre diciembre de 1906 y enero de 1907 coloca cuatro bombas en la Rambla de las Flores con las que presiona a la policía para que le contraten y así conseguir ingresos. Ya en plantilla como confidente, entre febrero y junio de 1907 amenaza al gobernador civil con más bombas si no le suben el salario.
Durante medio año vivirá con Gustave Maurice Bernardon, que le enseña a fabricar bombas de inversión. Coloca una en La Boquería, que asesina a una mujer y provoca varios heridos graves con amputaciones. Otra bomba en el orfanato de Sant Josep de la Muntanya.
El Ayuntamiento y la Diputación deciden crear una policía especial dedicada a estos casos. La dirección de esta policía especial se la encargan a Charles John Arrow por 2700 libras y un seguro de vida.
En julio de 1907 el clan al completo es detenido: madre, padre, ambos hermanos y un antiguo carlista llamado José Perelló que resultaría absuelto por el jurado, y es en abril de 1908 cuando se dicta una sentencia de muerte contra los Rull, siendo ésta celebrada por los barceloneses.
El 8 de agosto Juan, que siempre se consideró inocente, sería el primer preso ajusticiado a garrote vil en la cárcel de la Modelo. El verdugo fue Nicomedes Méndez López.
Él fue enterrado en el cementerio del Sud-oest, su madre y su hermano por el contrario recibieron un indulto por el que se les sustituye la condena a muerte por una cadena perpetua.